# فيليب سكويتر
فيليب سكويتر (بالإنجليزية: Philip Sclater)‏ (و. 1829 – 1913 م) هو أحيائي، وعالم طيور، وعالم حيواني من المملكة المتحدة . ولد في هامبشير (مقاطعة) . وكان عضواً في الجمعية الملكية، والجمعية الجغرافية الملكية .
توفي عن عمر يناهز 84 عاماً.

## التعليم
تعلم في كنيسة المسيح، أكسفورد، وكلية ونشستر ‏

## جوائز
حصل على جوائز منها:
- زمالة الجمعية الملكية.

## روابط خارجية
- فيليب سكويتر على موقع الموسوعة البريطانية (الإنجليزية)